# Botanischer Garten Berlin
Botanischer Garten Berlin (egentlig Botanischer Garten und Botanisches Museum Berlin-Dahlem) er en stor botanisk have i Berlin, Tyskland. Med sine over 43 hektar og omkring 22.000 plantearter er haven en af de største og vigtigste i verden.
Haven er beliggende i Dahlem i bydelen Steglitz-Zehlendorf og blev anlagt mellem 1897 og 1910 under rådgivning af Adolf Engler. Årsagen til anlægget af haven var, at man vil bevare og undersøge de eksotiske planter fra de tyske kolonier, og at den gamle køkken- og urtehave i midtbyen, der var anlagt i 1679 ikke kunne udvides. I dag hører haven organisatorisk til Freie Universität Berlin. Til haven hørter deusden Botanische Museum med en stor samling og et stort videnskabeligt bibliotek.
Komplekset består af mange bygninger og drivhuse, f.eks. Cactus Pavilion og Pavilion Victoria med samlinger af eksotiske planter som orkidéer, kødædende planter og vandplanter. Drivhusenes samlede areal er 6.000 m². Den mest kendte bygning i haven er Große Tropenhaus, som med sine 30 x 60 meter er verdens største drivhus. Huset er opført i stål og glas og er 25 m. højt. Temperaturen er konstant 30° C og luftfugtigheden er konstant høj. Drivhuset rummer blandt andet en kæmpe bambus.